# Maurice Elvey
Maurice Elvey; eigentlich William Seward Folkard; (* 11. November 1887 in Stockton-on-Tees; † 28. August 1967 in Brighton) war ein britischer Filmregisseur, Drehbuchautor und Filmproduzent.

## Leben
Noch als Kind verließ er sein Elternhaus und verdingte sich in London als Küchengehilfe, Hotelpage, Bühnenarbeiter und Schauspieler. Bald produzierte er eigene Stücke fürs Theater. 1912 begann er beim Film. Er führte Regie bei Komödien und Dramen für die Filmgesellschaft Motograph, vielfach Adaptionen bekannter Theaterstoffe.
Gegen Ende des Ersten Weltkrieges war er als Regisseur populärer, hagiographischer Biografieverfilmungen (Florence Nightingale, Lord Nelson und David Lloyd George) bekannt. 1920 wurde Elvey Chief Director der Stoll Studios, die für ihre einfallslosen Literaturverfilmungen und Filme mit nationalen Themen bekannt waren. Er drehte dort Kriminalfilme wie At the Villa Rose (1920) und Sherlock-Holmes-Filme. 1924 ging Elvey in die USA und drehte fünf Filme für die Fox Film Corporation, bereits im Folgejahr kehrte er wieder zurück. Während der Hochzeit deutsch-britischer Koproduktionen Mitte der 20er Jahre war er Regisseur des Melodrams Tragödie einer Ehe/Human Law (1926). Zu seinen wichtigsten Produktionen dieser Zeit in Großbritannien gehören The Flag Lieutenant mit dem ehemaligen Star Henry Edwards und Hindle Wakes aus dem Jahr 1927. Sein Balaclava (1928) porträtiert britische Erfolge beim Krimkrieg. Der erste Tonfilm von Gaumont war Elveys High Treason (1929), ein Science-fiction-Film, in dem es bereits eine Zugverbindung durch den Ärmelkanal gibt – auf den Zug wird ein Sprenganschlag verübt.
In den 1930er Jahren entstand unter Elveys Regie neben einer Anzahl an billigen Quotenproduktionen auch das ambitionierte Werk The Tunnel für Gaumont-British. In den Ealing Studios filmte er den ersten Gracie-Fields-Film Sally in Our Alley (1931). 1939 schuf er mit Sons of the Sea den ersten britischen Farbfilm. Während des Zweiten Weltkrieges arbeitete er gemeinsam mit Leslie Howard, unter anderem an dem von Kritikern gelobten Film The Gentle Sex (1943) und The Lamp Still Burns (1943). Medal for the General, eine Produktion der British National, und Beware of Pity gehören zu den wichtigen Filmen seines Spätwerkes. Seine nachlassende Sehkraft zwang Maurice Elvey 1957 in den Ruhestand.
Mit etwa 300 Filmen war Maurice Elvey einer der produktivsten britischen Regisseure.

## Filmografie (Auswahl)
- 1917: The Gay Lord Quex
- 1921–23: Viele Filme aus der von Stoll Pictures produzierten Filmreihe The Adventures of Sherlock Holmes, darunter:
  - 1921: Der Hund von Baskerville (The Hound of the Baskervilles)
  - 1921: The Dying Detective (Kurzfilm)
  - 1921: The Man with the Twisted Lip (Kurzfilm)
  - 1921: The Devil’s Foot (Kurzfilm)
  - 1923: Das Zeichen der Vier (The Sign of Four)
- 1927: Jahrmarkt der Liebe (Hindle Wakes)
- 1928: Ihr wißt ja, wie Matrosen sind ... (You Know What Sailors Are)
- 1929: High Treason
- 1933: Ahasver, der ewige Jude (The Wandering Jew)
- 1935: The Tunnel
- 1938: The Return of the Frog (nach Edgar Wallace)
- 1939: The Sword of Honour
- 1943: Das heilige Feuer (The Lamp Still Burns)
- 1946: Ungeduld des Herzens (Beware of Pity)
- 1951: Die selige Edwina Black (The Late Edwina Black)
- 1953: Haus der Erpressung (House of Blackmail)
- 1953: Hochzeitsnacht (Is Your Honeymoon Really Necessary?)
- 1954: Was jede Frau sich wünscht (What Every Woman Wants)